# زين العابدين المدخلي
زين العابدين المدخوري (من مواليد 4 يوليو 1991) هو لاعب رياضي برالمبي عراقي متخصص في رياضة المبارزة بالسيف و يستخدم الكرسي المتحرك.

## حياة مهنية
مثل المدخوري بلاده العراق في دورة الألعاب البارالمبية الصيفية لعام 2024 وفاز بالميدالية الفضية في منافسات سيف المبارزة. 

## روابط خارجية
- زين العابدين المدخلي في اللجنة البارالمبية الدولية